# Liam Lawson
Pour les articles homonymes, voir Lawson.
Liam Lawson, né le 11 février 2002 à Hastings, est un pilote automobile néo-zélandais, ancien membre du Red Bull Junior Team.
Il fait ses débuts en Formule 1 lors du Grand Prix des Pays-Bas 2023 avec la Scuderia AlphaTauri en remplacement de Daniel Ricciardo, blessé. Pour la saison 2025, il est officialisé aux côtés de Max Verstappen chez Red Bull Racing avant d'être transféré chez Racing Bulls en cours d'année.

## Biographie

### 2009-2014: débuts en karting
Liam Lawson naît à Hastings et grandit à Pukekohe. Il commence le karting à l'âge de sept ans, en participant à plusieurs championnats nationaux. Il obtient notamment deux titres en 2014.

### 2015-2017: premiers succès en monoplace
En 2015, Lawson fait ses débuts en monoplace en prenant part au championnat Formula First Manfeild Winter Series avec Sabre Motorsport. Il termine vice-champion avec une victoire et dix podiums. En 2016, il passe dans le New Zealand Formula First Championship. Il termine sixième du championnat avec une victoire et six podiums, lui permettant de remporter le titre de meilleur débutant de l'année. Engagé en NZ F1600 Championship Series en 2017, il y écrase la saison en remportant quatorze des quinze courses du championnat, devenant le plus jeune champion de l'historie des Formule Ford, juste avant ses quinze ans.

### 2017-2018: Formule 4
Toujours en 2017, Lawson s'engage en Formule 4 dans le championnat australien, finissant vice-champion dès sa première année avec cinq victoires et treize podiums. Au cours de l'année, il reçoit le soutien de Ken Smith qui le conseille et l'entraîne.
Il arrive en Europe avec Van Amersfoort Racing en 2018 dans le championnat d'Allemagne de Formule 4. Avec trois victoires, il est de nouveau vice-champion derrière Lirim Zendeli.

### 2019-2020: Formule 3 et Euroformula Open

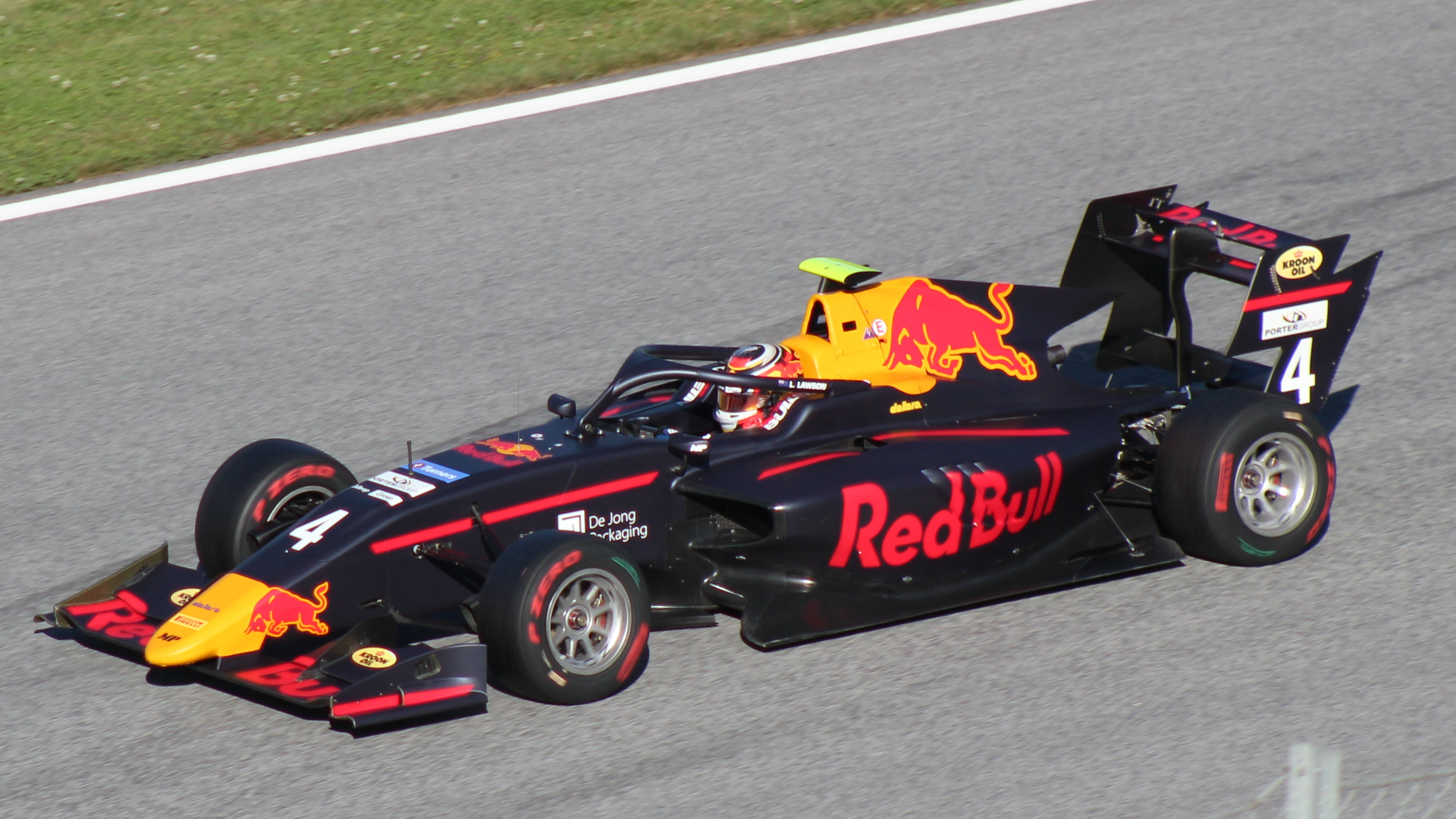
Liam Lawson sur le Red Bull Ring en Formule 3 FIA en 2019.

Début 2019, avec M2 Competition, il revient en Nouvelle-Zélande pour disputer les Toyota Racing Series, championnat utilisant des Formule 3. Après un long duel avec son compatriote Marcus Armstrong, Lawson s'adjuge le titre avec cinq victoires et onze podiums, remportant également le Grand Prix de Nouvelle-Zélande. Dans la foulée de cette performance, il est recruté par le Red Bull Junior Team.
Pendant l'année, il effectue un double programme en participant au championnat de Formule 3 FIA avec MP Motorsport, et à l'Euroformula Open avec Motopark. S'il parvient à terminer vice-champion en Euroformula Open avec quatre victoires, sa saison en Formule 3 est plus difficile, avec une onzième place au classement général, ponctuée par 2 podiums et 41 points inscrits.
Engagé au Grand-Prix de Macao, toujours avec MP Motorsport, il termine septième de la course. 
En début d'année 2020, Lawson dispute une nouvelle saison des Toyota Racing Series. La saison se résume à une bataille pour le titre face à Igor Fraga. Lors de la dernière course de la saison, le Néo-Zélandais doit finalement s'incliner, terminant vice-champion six points derrière Fraga, et troisième du Grand Prix de Nouvelle-Zélande.
Dans le même temps, il est confirmé par Hitech Grand Prix aux côtés de Max Fewtrell et Dennis Hauger en Formule 3 FIA pour la saison 2020. Dès la deuxième course de la saison disputée sur le Red Bull Ring, le Néo-Zélandais parvient à remporter sa première victoire dans le championnat. Il réédite cette performance en s'imposant lors de la course principale du premier meeting de Silverstone, et lors de la dernière course de la saison disputée sur le circuit du Mugello,. Il se classe cinquième du championnat avec trois victoires (faisant de lui le recordman de victoires de la saison), six podiums et 143 points.

### 2021: double programme en Formule 2 et en DTM
En 2021, Lawson effectue un double programme avec une campagne en Formule 2 chez Hitech Racing aux côtés de Jüri Vips, et une autre en DTM chez AF Corse aux côtés d'Alexander Albon sur une Ferrari 488 GT3, avec le soutien de Red Bull,. 
En Formule 2, il commence sa saison par une victoire lors de la première course de l'année, à Sakhir. Victime d'un accrochage avec Felipe Drugovich lors de la deuxième course du week-end, il retrouve le podium lors de la troisième. Initialement déclaré vainqueur de la deuxième course de la deuxième épreuve de l'année, disputée à Monaco, le Néo-Zélandais est finalement déclassé pour avoir utilisé une cartographie interdite à l'extinction des feux. Il obtient sa première pole position dans le championnat lors de l'épreuve de Bakou, mais ne parvient pas à transformer cette performance lors de la course principale, ne terminant que sixième. Il retrouve le podium lors de la première course de l'épreuve de Djeddah, en terminant deuxième. Il se classe neuvième du championnat avec une victoire, trois podiums et 103 points. 
En DTM, Lawson remporte sa première victoire dans le championnat dès la course d'ouverture à Monza, devenant ainsi le plus jeune vainqueur de l'histoire du championnat. Il s'adjuge deux nouveaux podiums lors de l'épreuve du Lausitzring en terminant deuxième des deux courses disputées, bien qu'un problème mécanique ne le prive de la victoire lors de la dernière course du week-end. Ne parvenant pas marquer de points lors de trois des quatre courses suivantes, il retrouve la victoire lors de la première course de l'épreuve du Red Bull Ring, où il signe également sa première pole position dans le championnat. Il s'impose à nouveau le lendemain après s'être élancé de la deuxième position. 
Après quatre podiums et une quatrième place dans les cinq courses suivantes, Lawson aborde la dernière course de la saison, disputée au Norisring, en tant que leader du championnat avec 19 points d'avance sur Kelvin van der Linde, et 22 sur Maximilian Götz. Qualifié en pole position, Il est percuté par van der Linde au premier tour, le faisant dégringoler au classement. En fin de course, les pilotes Mercedes de tête, Lucas Auer et Philip Ellis, reçoivent la consigne de laisser passer Götz, pour permettre à celui-ci de prendre la tête du championnat. L'Allemand remporte la dernière course de l'année et gagne le titre avec trois points d'avance sur Liam Lawson, qui manifeste publiquement sa colère envers van der Linde pour leur accident, qualifiant le sud-africain comme « le gars le plus sale contre qui il ait jamais couru »,. Interrogé sur la possibilité de le voir continuer dans le championnat en 2022, le Néo-Zélandais déclare en fin d'année qu'il n'a pas l'intention d'y revenir. 
En juillet 2021, il effectue ses premiers tours de roue au volant d'une Formule 1 au Goodwood Festival Of Speed, au volant de la Red Bull RB7 de 2011. Lawson participe aussi aux tests des jeunes pilotes d'Abou Dabi à la fin de la saison 2021 avec l'AlphaTauri AT02.  

### 2022: seconde saison de Formule 2 et pilote de réserve en Formule 1

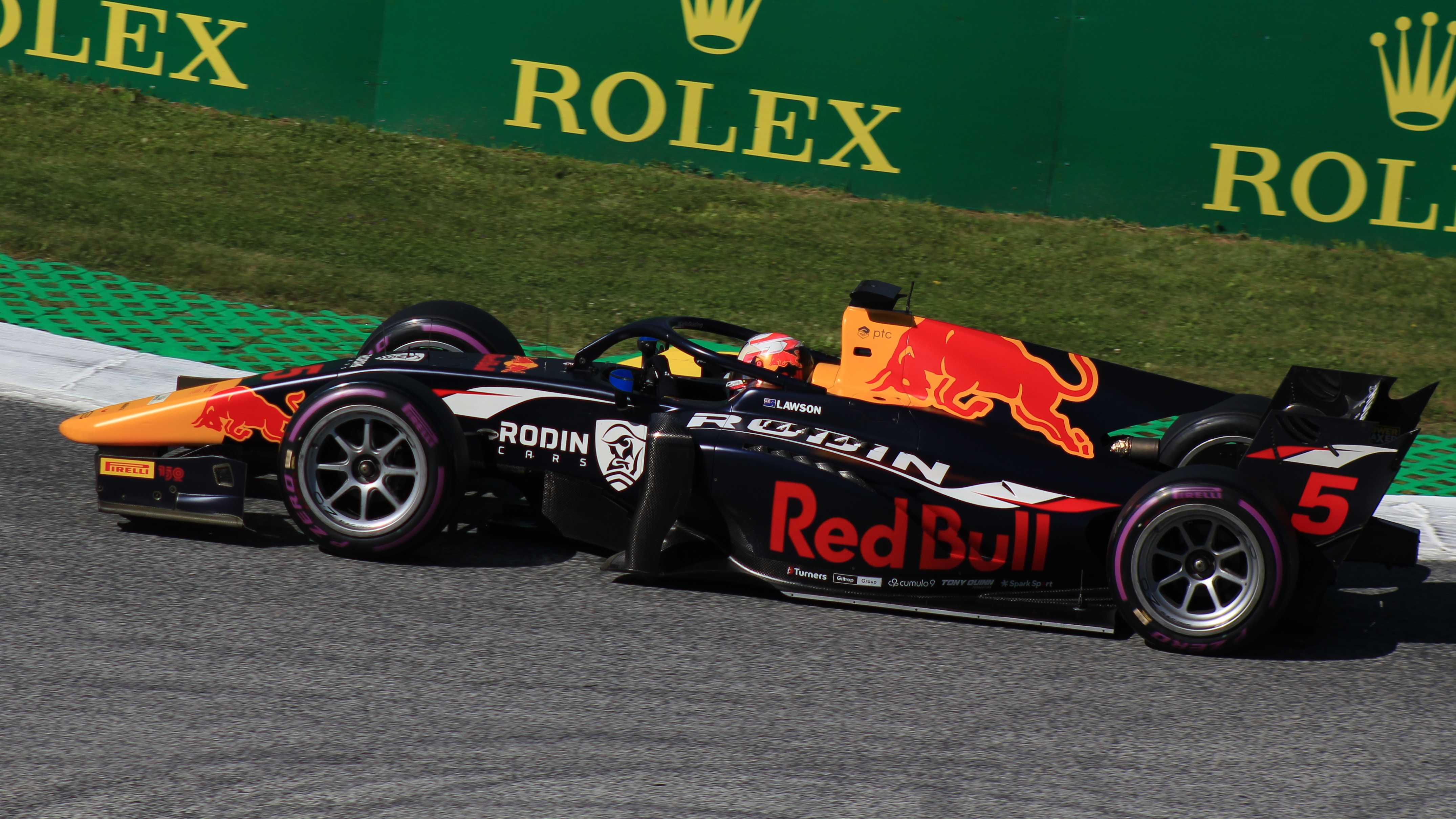
Liam Lawson sur le Red Bull Ring en Formule 2 en 2022.

Le 14 janvier 2022, Carlin annonce la titularisation de Lawson pour la saison 2022, aux côtés de l'Américain Logan Sargeant. 
Le Néo-Zélandais termine troisième de la première course de l'année à Sakhir, puis deuxième de la dernière course du week-end. Il remporte sa première victoire de l'année lors de la course sprint de Djeddah, mais doit abandonner lors de la course principale de l'épreuve à cause d'une roue desserrée. Malgré cela, il est alors deuxième du championnat,.
Il est plus en difficulté à Imola, ne terminant que huitième lors de la course sprint, et est contraint à l'abandon lors de la seconde course. Lors de la manche de Monaco, Lawson est en passe d'obtenir sa première pole de l'année, mais son tour chronométré est annulé pour ne pas avoir ralenti sous drapeaux jaunes lors des qualifications. Il est finalement relégué à la cinquième place de la grille. Huitième de la course sprint, il cale sur la grille lors de la course principale et abandonne à cause de problèmes de moteur, alors qu'il occupait la douzième position. Au cours de la première course du week-end de Bakou, Lawson remonte de la septième à la troisième place. Lors de la course principale, un arrêt au stand raté lui fait perdre plusieurs places. Il est ensuite percuté par Jack Doohan, ce qui le fait chuter à la quinzième position. Il s'assure ensuite un nouveau podium lors de la course principale de Silverstone, en terminant troisième. 
Au Castellet, lors de la course sprint, Lawson parvient à se défaire de Jehan Daruvala au seizième tour, pour prendre la tête et remporter sa deuxième victoire de l'année. Il termine ensuite sixième de la course principale. À Spa-Francorchamps, le Néo-Zélandais prend un départ audacieux en course sprint en passant dans l'herbe pour se hisser à la deuxième place. Il dépasse ensuite Ralph Boschung et creuse l'écart pour remporter une nouvelle victoire. Au cours de la course principale, Lawson doit faire face à Enzo Fittipaldi dans la bataille pour la troisième place. Il parvient finalement à prendre le dessus sur son rival brésilien en fin de course. Après s'être qualifié neuvième à Abou Dhabi, Lawson gagne sa quatrième victoire de la saison dans la course sprint, après avoir réussi à mieux conserver ses pneus que Richard Verschoor, qu'il a dépassé au dixième tour. Il obtient un nouveau podium le lendemain avec une troisième place. Il termine troisième du championnat avec quatre victoires, six podiums et 149 points, juste devant son équipier Sargeant.  
En parallèle de sa saison de Formule 2, Lawson occupe le poste de pilote de réserve pour AlphaTauri. Il dispute sa première séance d'essais libres lors du Grand Prix de Belgique. À la suite du renvoi de Jüri Vips du giron Red Bull pour avoir tenu des propos racistes et homophobes lors d'un live Twitch courant juin 2022, Lawson est nommé pilote de réserve de Red Bull Racing à la place de l'Estonien, rôle qu'il continue d'occuper chez AlphaTauri. Il fait une autre apparition en essais libres avec l'équipe au Grand Prix du Mexique. Il fait ses débuts chez Red Bull lors des essais du Grand Prix d'Abou Dhabi en fin de saison. Il participe ensuite aux tests d'après-saison à Abou Dabi au volant de la RB18.

### 2023-2024: Super Formula et débuts en Formule 1
Lawson s'engage en Super Formula pour la saison 2023, au sein l'équipe Mugen aux côtés du champion en titre Tomoki Nojiri. Dès sa première course dans le championnat à Fuji, le Néo-Zélandais se qualifie troisième et parvient à s'imposer, faisant de lui le premier pilote à gagner dès ses débuts dans le championnat depuis 45 ans. Dans la deuxième course, il est en mesure de terminer troisième mais une pénalité pour infraction sous voiture de sécurité le fait chuter à la cinquième place. Qualifié neuvième à Suzuka, il termine quatrième de la course. À Autopolis, lors de sa cinquième course de l'année, il se qualifie deuxième, et dépasse le poleman Sho Tsuboi pour le gain de la victoire, ce qui lui permet de prendre la tête du championnat. À Sugo, un problème de communication radio le pénalise et ne lui permet de terminer que cinquième, lui faisant perdre la tête du classement face à Ritomo Miyata. Cependant, il se relance avec une nouvelle victoire sur le Fuji Speedway, le replaçant à un point de Miyata. 
À Motegi, Lawson, qualifié troisième, victime d'un tête-à-queue au départ, provoque un carambolage dans lequel plusieurs voitures sont impliquées ; il se retrouve alors à huit points de Miyata. Sixième puis deuxième lors des deux dernières courses de la saison, à Suzuka, le Néo-Zélandais termine vice-champion, huit points derrière Ritomo Miyata.
Lawson reste pilote de réserve pour Red Bull et AlphaTauri en 2023. En février, il pilote la RB7 lors d'une démonstration aux 12 heures de Bathurst. 
Le 26 août, lors du Grand Prix des Pays-Bas, Lawson fait ses débuts en Formule 1 au sein de la Scuderia AlphaTauri en remplacement de Daniel Ricciardo, blessé au cours des essais libres du vendredi. Qualifié vingtième, il termine sa première course dans le championnat à la treizième place, devant son équipier Yuki Tsunoda. AlphaTauri le confirme pour les Grands Prix d'Italie et de Singapour, Ricciardo étant toujours indisponible,. Il marque ses premiers points en se classant neuvième du Grand Prix de Singapour. Au Grand Prix du Japon, il termine à la onzième place. Lors du Grand Prix du Qatar, il réalise une dix-huitième place en qualification mais abandonne lors de la course sprint,. Le dimanche, il termine dix-septième.
Le 26 septembre 2024, Racing Bulls titularise Liam Lawson, alors pilote de réserve de l'équipe, pour les 6 dernières courses de la saison 2024, en remplacement de Daniel Ricciardo. Il choisit le 30 comme numéro permanent. Dès le Grand Prix des États-Unis, le Néo-Zélandais rentre dans les points avec une neuvième place, performance qu'il réitère à São Paulo,. Il se classe vingt-et-unième du championnat avec 4 points.

### 2025: de Red Bull Racing à Racing Bulls
Le 19 décembre 2024, Red Bull Racing titularise Liam Lawson aux côtés de Max Verstappen, en remplacement de Sergio Pérez. Son début de saison est très en deca des attentes de son équipe. Lors du Grand Prix d'Australie, il se qualifie en dix-huitième position. En course, sur une piste humide, il perd le contrôle de sa voiture, percute le mur et abandonne. Lors du weekend suivant, en Chine, le Néo-Zélandais se qualifie en dernière position pour la course sprint et pour le Grand Prix. Il ne marque à nouveau aucun point. 
Le 25 mars 2025, en conséquence de ses performances jugées insuffisantes, Lawson est remplacé par Yuki Tsunoda chez Red Bull Racing et retourne chez Racing Bulls dès le Grand Prix du Japon.

## Résultats en compétition automobile
| Saison    | Championnat                                      | Écurie                 | Courses | Victoires | Pole positions | Meilleurs tours | Podiums | Points | Classement |
| --------- | ------------------------------------------------ | ---------------------- | ------- | --------- | -------------- | --------------- | ------- | ------ | ---------- |
| 2015      | Formula First Manfeild Winter Series             | Sabre Motorsport       | 12      | 1         | 1              | 1               | 10      | 631    | 2e         |
| 2015-2016 | Championnat de Nouvelle Zélande de Formula First | Sabre Motorsport       | 24      | 1         | 0              | 1               | 3       | 1028   | 6e         |
| 2016-2017 | Formule Ford Nouvelle Zélande                    | Liam Lawson Motorsport | 15      | 14        | 5              | 12              | 15      | 605    | Champion   |
| 2017      | Championnat d'Australie de Formule 4             | Team BRM               | 21      | 5         | 1              | 1               | 12      | 300    | 2e         |
| 2017      | Formule Vee Nouvelle-Zélande                     | Team JRD               | 3       | 0         | 0              | 0               | 1       | 60     | 15e        |
| 2018      | Championnat d'Allemagne de Formule 4             | Van Amersfoort Racing  | 20      | 3         | 3              | 0               | 9       | 234    | 2e         |
| 2018      | Championnat d'Asie de Formule 3                  | Pinnacle Motorsport    | 3       | 3         | 2              | 3               | 3       | 75     | 8e         |
| 2019      | Formule 3                                        | MP Motorsport          | 16      | 0         | 0              | 0               | 2       | 41     | 11e        |
| 2019      | Grand Prix de Macao                              | MP Motorsport          | 1       | 0         | 0              | 0               | 0       | N/A    | 7e         |
| 2019      | Euroformula Open                                 | Motopark Academy       | 14      | 4         | 2              | 1               | 7       | 179    | 2e         |
| 2019      | Toyota Racing Series                             | M2 Competition         | 15      | 5         | 4              | 5               | 11      | 356    | Champion   |
| 2020      | Formule 3                                        | Hitech Racing          | 18      | 3         | 1              | 1               | 6       | 143    | 5e         |
| 2020      | Toyota Racing Series                             | M2 Competition         | 16      | 5         | 4              | 7               | 10      | 356    | 2e         |
| 2021      | Formule 2                                        | Hitech Racing          | 23      | 1         | 1              | 2               | 3       | 103    | 9e         |
| 2021      | Deutsche Tourenwagen Masters                     | Red Bull AF Corse      | 16      | 3         | 4              | 1               | 10      | 227    | 2e         |
| 2022      | Formule 2                                        | Carlin Motorsport      | 28      | 4         | 0              | 3               | 10      | 149    | 3e         |
| 2023      | Super Formula                                    | Team Mugen             | 9       | 3         | 0              | 2               | 4       | 106,5  | 2e         |

## Résultats en championnat du monde de Formule 1
| Saison | Écurie                            | Châssis  | Moteur                      | Pneus   | GP disputés | Pole positions | Victoires | Podiums | Meilleurs tours | Dans les points | Abandons | Points inscrits | Classement |     |
| ------ | --------------------------------- | -------- | --------------------------- | ------- | ----------- | -------------- | --------- | ------- | --------------- | --------------- | -------- | --------------- | ---------- | --- |
| 2023   | Scuderia AlphaTauri Red Bull      | AT04     | Honda RBPT V6 turbo hybride | Pirelli | 5           | 0              | 0         | 0       | 0               | 1               | 0        | 2               | 20e        |     |
| 2024   | Visa Cash App RB Formula One Team | VCARB 01 | Honda RBPT V6 turbo hybride | Pirelli | 6           | 0              | 0         | 0       | 0               | 2               | 1        | 4               | 21e        |     |
| 2025   | Oracle Red Bull Racing            | RB21     | Honda RBPT V6 turbo hybride | Pirelli | 2           | 0              | 0         | 0       | 0               | 0               | 1        | 0               | 18e        |     |
| 2025   | Racing Bulls                      | VCARB 02 | Honda RBPT V6 turbo hybride | Pirelli | 8           | 0              | 0         | 0       | 0               | 1               | 2        | 4               | 18e        | 18e |

| Saison        | Écurie                            | Châssis               | Moteur                               | Pneus | 1        | 2   | 3   | 4   | 5   | 6   | 7   | 8   | 9   | 10  | 11  | 12  | 13     | 14     | 15    | 16     | 17     | 18  | 19    | 20     | 21    | 22     | 23     | 24      | Classement | Points inscrits |
| ------------- | --------------------------------- | --------------------- | ------------------------------------ | ----- | -------- | --- | --- | --- | --- | --- | --- | --- | --- | --- | --- | --- | ------ | ------ | ----- | ------ | ------ | --- | ----- | ------ | ----- | ------ | ------ | ------- | ---------- | --------------- |
| 2023          | Scuderia AlphaTauri Red Bull      | AlphaTauri AT04       | Honda RBPT V6 turbo hybride RBPTH001 | P     | BAH      | ARA | AUS | AZE | MIA | MON | ESP | CAN | AUT | GBR | HON | BEL | P-B 13 | ITA 11 | SIN 9 | JAP 11 | QAT 17 | USA | MEX   | BRE    | LVE   | ABU    |        |         | 20e        | 2               |
| 2024          | Visa Cash App RB Formula One Team | Racing Bulls VCARB 01 | Honda RBPT V6 turbo hybride RBPTH002 | P     | BAH      | ARA | AUS | JAP | CHI | MIA | EMI | MON | CAN | ESP | AUT | GBR | HON    | BEL    | P-B   | ITA    | AZE    | SIN | USA 9 | MEX 16 | BRE 9 | LVE 16 | QAT 14 | ABU 17* | 21e        | 4               |
| 2025          | Oracle Red Bull Racing            | Red Bull RB21         | Honda RBPT V6 turbo hybride RBPTH003 | P     | AUS Abd. | CHN |     |     |     |     |     |     |     |     |     |     |        |        |       |        |        |     |       |        |       |        |        |         | 18e        | 0               |
| 2025          | Racing Bulls                      | VCARB 02              | Honda RBPT V6 turbo hybride          | P     |          |     | JAP | BAH | ARA | MIA | EMI | MON | ESP | CAN | AUT | GBR | BEL    | HON    | P-B   | ITA    | AZE    | SIN | USA   | MEX    | BRE   | LVE    | QAT    | ABU     | 18e        | 0               |
| Légende : ici |                                   |                       |                                      |       |          |     |     |     |     |     |     |     |     |     |     |     |        |        |       |        |        |     |       |        |       |        |        |         |            |                 |